# Ecituncula aptera
Ecituncula aptera är en tvåvingeart som beskrevs av Schmitz 1923. Ecituncula aptera ingår i släktet Ecituncula och familjen puckelflugor. Inga underarter finns listade i Catalogue of Life.